# Fiskartorpet och Opphammar
Fiskartorpet och Opphammar är en bebyggelse vid södra änden av Väringen i Ödeby socken i Örebro kommun. Från 2015 avgränsar SCB här en småort.